# RASSF2
RASSF2‏ (Ras association domain family member 2) هوَ بروتين يُشَفر بواسطة جين RASSF2 في الإنسان.